# Рорберг (Алтмарк)
Рорберг (њем. Rohrberg) општина је у њемачкој савезној држави Саксонија-Анхалт. Једно је од 40 општинских средишта округа Алтмарк Салцведел. Према процјени из 2010. у општини је живјело 1.234 становника. Посједује регионалну шифру (AGS) 15081440.

## Географски и демографски подаци
Рорберг се налази у савезној држави Саксонија-Анхалт у округу Алтмарк Салцведел. Општина се налази на надморској висини од 37 метара. Површина општине износи 38,3 km². У самом мјесту је, према процјени из 2010. године, живјело 1.234 становника. Просјечна густина становништва износи 32 становника/km².